# Інґе Деккер
Інґе Деккер  (нід. Inge Dekker, 18 серпня 1985) — нідерландська плавчиня, олімпійська чемпіонка.

## Виступи на Олімпіадах
| Олімпіада   | Дисципліна                            | Місце |
| ----------- | ------------------------------------- | ----- |
| Афіни 2004  | естафета 4 × 100 вільним стилем       | 3     |
| Пекін 2008  | плавання на 100 метрів вільним стилем | 24    |
| Пекін 2008  | естафета 4 × 100 вільним стилем       | 1     |
| Пекін 2008  | плавання на 100 метрів, батерфляй     | 8     |
| Пекін 2008  | комплексна естафета 4 × 100           | 13    |
| Лондон 2012 | естафета 4 × 100 вільним стилем       | 2     |
| Лондон 2012 | плавання на 100 метрів, батерфляй     | 17    |
| Лондон 2012 | комплексна естафета 4 × 100           | 6     |